# ホロスコープ

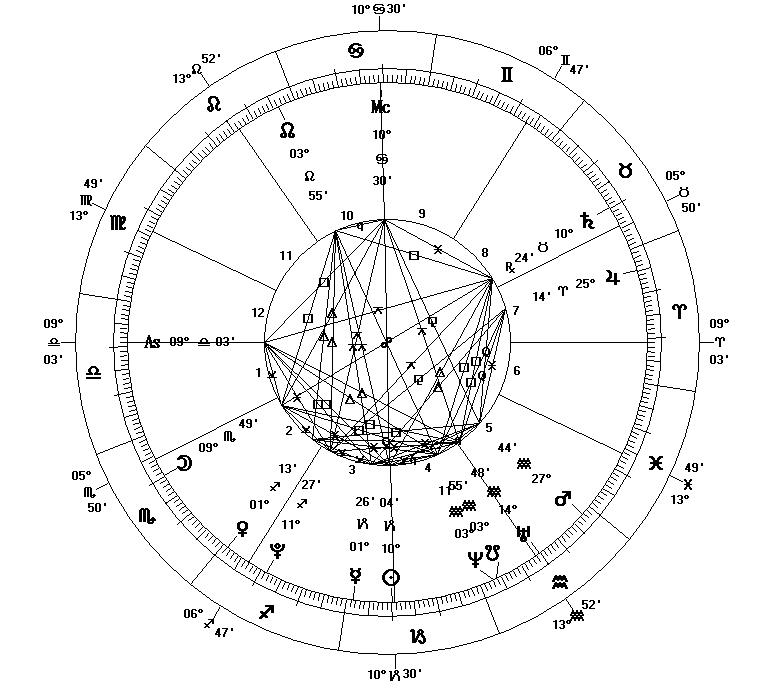
ホロスコープの例。2000年1月1日午前0時1分（アメリカ東海岸表標準時）、ニューヨークでの天体の位置を計算したもの

ホロスコープ（英語: horoscope）とは占星術における各個人を占うための天体の配置図。惑星、黄道十二宮、十二室、角度の4つの要素で構成される。一般的に占いの対象者の産まれた時の天体の配置を書き、占う。
1世紀頃のローマの詩人マルクス・マニリウスの著作『天文 (アストロノミカ)』に十二宮の作用分野、ホロスコープの決定法などについての言及がある。